# 拍拖男女
《拍拖男女》（英語：Dates）是一部英国爱情电视剧，每集分别讲述了通过网络认识的人第一次约会的故事，探索了初次约会的“刺激和灾难”。
节目由布赖恩埃·尔斯利原创，他也是《皮囊》的原创者。
9集节目从2013年6月10日开始在第四台播出。